# 라쿠야마 다카시
라쿠야마 다카시(일본어: 일본어: 楽山 孝志,  1980년 8월 11일 ~ )는 일본의 전 축구 선수이다.

## 구단 경력
과거 제프 유나이티드 지바, 산프레체 히로시마에서 활동하였다.